# Janusz Korczak
Janusz Korczak, pravim imenom Henryk Goldszmit, poznat još i kao Stari Doktor ili Gospon Doktor (Stary Doktor, Pan Doktor), (Varšava, 22. srpnja 1878. ili 1879. –  Sabirni logor Treblinka, 5. ili 6. kolovoza 1942.) – poljski liječnik židovskog porijekla, pedagog, pisac, publicist, društveni djelatnik, časnik poljske vojske.
Bio je moderni pedagog, autor brojnih izdanja iz područja teorije i prakse odgoja, te začetnik ideje o promicanju prava djeteta i potpune ravnopravnosti djece. Kao ravnatelj sirotišta osnovao je dječji sud časti na kojem su djeca sama razmatrala i odlučivala o slučajevima koje bi prijavila. Pred sudom su odgovarali i odgojitelji. „Divan čovjek koji je imao hrabrosti vjerovati djeci i mladima o kojima je skrbio, povjerivši im održavanje discipline, a pojedincima preuzimanje najsloženijih i iznimno odgovornih zadaća“ – pisao je o Korczaku poznati švicarski psiholog Jean Piaget nakon posjeta „Domu za siročad“ koji je poljski pedagog osnovao i vodio. 
Korczak je pokrenuo i izdavanje prvog časopisa namijenjenog djeci Male smotre koji se sastavljao od radova koje su u uredništvo slali dječji autori. Bio je jedan od začetnika istraživanja iz područja psihološkog razvoja djece i pedagoške dijagnostike. 
Bio je poljski Židov koji je cijeloga života naglašavao kako pripada obama narodima.

## Mladost i obrazovanje
Korczak se rodio u Varšavi u poloniziranoj židovskoj obitelji kao sin odvjetnika Józefa Goldszmita (1844-1896) i Cecylie rođ. Gębicke (1853/4–1920). Korczakov rodni list nije sačuvan, stoga datum rođenja nije posve pouzdan. Obitelj Goldszmit porijeklom je iz Lubelskog kraja, dok obitelj Gębicki svoje porijeklo vuče iz okolice Poznanja. Pradjed Maurycy Gębicki i djed Hersz Goldszmit bili su liječnici. Grobovi Korczakova oca te njegovih djeda i bake s majčine strane (majčin grob nije pronađen) nalaze se na židovskom groblju u Varšavi u Okopovoj ulici.
Početno dobra materijalna situacija obitelji Goldszmit pogoršala se zbog psihičke bolesti oca koji je početkom devedesetih godina 19. st. prvi put završio u psihijatrijskoj bolnici sa simptomima psihoze. Otac je umro 26. travnja 1896. Kako bi pomogao u uzdržavanju obitelji nakon očeve smrti Korczak je kao sedamnaestogodišnji đak počeo davati instrukcije. Njegova pak majka Cecylia Goldszmit iznajmljivala je sobe u njihovu varšavskome stanu. Korczak je polagao maturu kao dvadesetogodišnjak.
Kao dijete Janusz Korczak je puno čitao. Mnogo godina kasnije, u memoarima koje je pisao u getu, kaže: „(…) zahvatila me je ludost, manija čitanja. Svijet oko mene je nestao, postojala je samo knjiga“. Godine 1898. krenuo je na studij na Medicinski fakultet Carskog sveučilišta u Varšavi. U ljeto 1899. po prvi je put otputovao u inozemstvo – otisnuo se u Švicarsku gdje se između ostaloga upoznao s djelatnošću i pedagoškim stvaralaštvom J. H. Pestalozzija. Krajem iste godine bio je i nakratko uhićen zbog svoje aktivnosti u čitaonicama Varšavske udruge za dobrotvorni rad. Studirao je šest godina, ponavljajući prvu godinu studija. Također je pohađao nastavu na tzv. Letećem učilištu. Tijekom godina provedenih na studiju upoznao je najsiromašnije varšavske četvrti, život radnika i lumpenproletera. Bio je član masonske lože Zvijezda mora, pripadnice Međunarodne masonske federacije Le Droit Humain osnovane u svrhu „pomirenja svih ljudi podijeljenih vjerskim barijerama te u svrhu traganja za istinom uz istovremeno poštovanje drugog (čovjeka)“.

## Liječnik
23. ožujka 1905. Korczaku je uručena liječnička diploma. U lipnju iste godine kao liječnik je unovačen u rusku carsku vojsku. Sudjelovao je u rusko-japanskome ratu, služeći u Harbinu. Od djece u Mandžuriji učio je kineski jezik. Krajem ožujka 1906. vratio se u Varšavu. Od 1905. do 1912. radio je kao pedijatar u dječjoj bolnici Bersoni i Baumani. Kao tzv. mjesni liječnik imao je obvezu stalnog dežurstva u bolnici (zauzvrat mogućnost stanovanja u bolnici) te je požrtvovno ispunjavao sve obaveze. U svojoj liječničkoj praksi nije izbjegavao ni radničke četvrti grada. Od siromašnih pacijenata uzimao je često samo simboličnu naknadu ili bi sam kupovao potrebne lijekove. Nije se pak libio naplaćivati visoke honorare imućnima, što mu je omogućavala i književna popularnost.
Između 1907. i 1910/11. usavršavao se u inozemstvu, gdje je slušao predavanja, pohađao praksu u dječjim bolnicama, posjećivao odgojne i udomiteljske ustanove. U Berlinu je boravio gotovo godinu dana (1907–1908), četiri mjeseca proveo je u Parizu (1910), a mjesec dana u Londonu (1910 ili 1911). Kako je pisao mnogo godina kasnije, upravo je u Londonu donio odluku o tome da će se umjesto osnivanja vlastite obitelji posvetiti „službi dobrobiti djeteta“. U ovome je razdoblju bio aktivan u društvenoj djelatnosti, između ostalog kao član Varšavske udruge za higijenu i Udruge za ljetni odmor s kojom je 1904, 1907. i 1908. odlazio u ljetni kamp za poljsku i židovsku djecu. 1906. objavio je roman Salonsko dijete koji su i čitatelji i kritika vrlo toplo dočekali. Zahvaljujući odjeku ovoga i drugih izdanja postao je u Varšavi poznat i tražen pedijatar. 1909. pridružio se židovskoj Udruzi Pomoć za siročad koja je nekoliko godina kasnije podigla vlastiti Dom za siročad čiji je direktor postao upravo Korczak.
Tijekom Prvog svjetskog rata ponovno je primljen u carsku armiju. Služio je uglavnom u Ukrajini kao mlađi primarijus u ratnoj divizijskoj bolnici. Godine 1917. premješten je kako bi pružao liječničku pomoć u prihvatilištima za ukrajinsku djecu u okolici Kijeva. Dvije godine ranije, tijekom kratkog godišnjeg odmora u Kijevu, upoznao je Mariju Rogowsku-Falsku, poljsku društvenu djelatnicu i aktivisticu za neovisnost Poljske koja je vodila odgojnu ustanovu za poljske dječake. Službu u ruskoj armiji završio je činom satnika te se u lipnju 1918. vratio u Varšavu. Nakon proglašenja nezavisnosti Poljske (11. studenog 1918) Korczak je ponovno pozvan u vojsku, ovoga puta u obnovljenu poljsku armiju. Tijekom poljsko-boljševičkog rata (1919–1920) služio je kao liječnik u vojnim bolnicama u Lođu i Varšavi. Bolovao je od trbušnog tifusa. Zbog predanog rada promaknut je u čin bojnika Poljske vojske.

## Pedagog

### Stavovi
Korczak je od rane mladosti iskazivao interes za pitanja odgoja djece, a na oblikovanje njegovih pogleda utjecale su ideje i iskustva tzv. „nove škole“. Inspirirala ga je progresivistička pedagogija Johna Deweya te radovi O. Decrolya i M. Montessori, kao i starijih pedagoga – J. H. Pestalozzija, H. Spencera, F. Fröbela. Također je bio upoznat s pedagoškim koncepcijama L. Tolstoja. Naglašavao je nužnost dijaloga s djecom.
Objavljivao je i izlagao radove na teme vezane za odgoj djece i pedagogiju. Svoje je iskustvo u radu s djecom stjecao najprije kao odgojitelj, kasnije kao društveni djelatnik, a na kraju i kao ravnatelj Doma za siročad te suosnivatelj Našeg doma. Između dvaju svjetskih ratova predavao je na brojnim poljskim visokoškolskim ustanovama, primjerice na Državnom institutu za specijalnu pedagogiju (današnja Akademija specijalne pedagogije Maria Grzegorzewska) i Državnom učiteljskom institutu, kao i na Državnom seminariju za učitelje judaističke religije.
Korczak je zagovarao emancipaciju i samostalno odlučivanje djeteta te poštovanje dječjih prava. Kroz oblik samoupravljanja štićenici su u Korczakovim ustanovama svakodnevno uvježbavali načela demokracije koja su se u istoj mjeri odnosila na djecu i odrasle. „Dijete povezuje stvari i razmišlja kao odrasla osoba – pritom je neopterećeno iskustvom odraslih“[potreban izvor].
Časopis Mala smotra koji su uređivala djeca za djecu bio je njihov forum, kovačnica talenata i važan stup asimilacije, pogotovo za djecu iz ortodoksnih židovskih obitelji. Liječnik Korczak zauzimao se za resocijalizaciju te kompleksnu i modernu skrb nad djecom s društvene margine.
Smatrao je da je djetetu mjesto među vršnjacima, a ne na kućnom ognjištu. Smatrao je potrebnim da djeca razmjenjuju svoja rana uvjerenja i prve nazore jer na taj način podliježu procesu socijalizacije i pripremaju se za život odraslih. Trudio se djeci osigurati bezbrižno djetinjstvo, no ne bez obaveza. Prema Korczaku dijete samo treba razumjeti određenu situaciju, emotivno je doživjeti i iskusiti, samo treba donijeti zaključke i pokušati spriječiti moguće posljedice. „Ne postoje djeca – postoje ljudi“ – pisao je.
Svu djecu koju je liječio ili odgajao smatrao je svojom djecom, a njegova je kasnija djelatnost potvrdila takav stav. Altruistička uvjerenja nisu mu dopuštala izdvajanje i moguć poseban tretman omiljenih štićenika. Tradicionalnu obitelj nije smatrao ni osnovnom ni najvažnijom stanicom društva. Također nije prihvaćao ulogu obitelji kakvu su promovirali konzervativno-kršćanski i tradicionalni židovski društveni krugovi.
Najvažniji elementi Korczakove koncepcije odgoja su: 
- odbacivanje nasilja – fizičkog, verbalnog, nasilja koje proizlazi iz prednosti starije dobi ili obnašane funkcije
- ideja odgojne interakcije između odraslih i djece koja proširuje definiciju klasične pedagogije
- uvjerenje da je dijete ljudsko biće u jednakoj mjeri kao i odrastao čovjek
- načelo prema kojemu se u odgojnome procesu u obzir uzima individualnost svakoga djeteta
- vjera u to da dijete samo najbolje poznaje vlastite potrebe, težnje i osjećaje, stoga ima pravo očekivati da odrasli uvažavaju njegovo mišljenje
- priznavanje djetetu prava na poštovanje, neznanje i neuspjeh, privatnost, vlastito mišljenje i vlasništvo
- svijest o tome da je razvojni proces djeteta težak posao

### Današnja percepcija
Danas je Janusz Korczak prepoznat kao začetnik brojnih pravaca u pedagogiji, a njegovo shvaćanje prava djeteta referentna je točka za stajališta mnogih suvremenih autora. „Reformirati svijet znači reformirati odgoj“ – pisao je. 
Premda nije stvorio ni jednu cjelovitu teoriju, smatra se jednim od začetnika pedagoške škole „moralnog odgoja“ (engl. moral education). Njegove su se moderne pedagoške ideje temeljile na praksi – premda je dobro poznavao pedagoške i psihološke tendencije svoga doba, protivio se utjecaju doktrine u didaktici. Kako je pisao poljski pisac i Korczakov biograf Igor Newerly, Korczak nije podržavao ni jednu političku ideologiju ni obrazovnu doktrinu.
Pa ipak, mnogi suvremeni autori navode upravo Korczaka kao pionira nekoliko struja. Američki psiholog L. Kohlberg priznaje da je svoju ideju Pravedne zajednice djece (eng. Children Just Community) temeljio na Korczakovoj praksi. Prema nekim mišljenjima, Korczak i brazilski pedagog i teoretičar odgoja i obrazovanja Paulo Freire dijele slične poglede na demokraciju u školi i na dijalošku metodu. Zagovornici tzv. „pedagoške ljubavi“ (eng. pedagogical love) svoju teoriju temelje na Korczakovu modelu odnosa učitelj–učenik. Drugi pak autori upravo kod Korczaka i filozofa Martina Bubera nalaze početke „vjerskog obrazovanja”. Korczakove ideje koriste se i u „ideologiji normalizacije“ obrazovanja djece s intelektualnim poremećajima u razvoju. Njegov pristup odgoju bitno je utjecao na poslijeratno zakonodavstvo usmjereno ka dobrobiti djece. Značajan je pritom bio i doprinos Poljske koja je aktivno sudjelovala u pripremanju Deklaracije o pravima djeteta iz 1959. te je inicirala priređivanje Konvencije o pravima djeteta koju je Generalna skupština UN-a usvojila 1989.

## Dom za siročad i Naš dom
Zajedno sa svojom bliskom suradnicom Stefaniom Wilczyńskom (1886–1942) Korczak je osnovao i vodio Dom za siročad,  varšavsko sirotište za židovsku djecu u Krochmalnoj ulici broj 92 (danas Jaktorowska 6), koje je financirala udruga „Pomoć za siročad“. Dom je počeo s radom 7. listopada 1912, Korczak je postao ravnatelj, a glavnom je odgojiteljicom imenovana Stefania Wilczyńska (ili kako su je zvala djeca: gospodična/gospođa Stefa). Na čelu sirotišta Korczak je bio 30 godina. Na prijelazu iz listopada u studeni 1940. Dom za siročad bio je premješten na teritorij varšavskog geta, u Chłodnu ulicu. Tijekom preseljenja u geto Korczak je bio uhićen i zatvoren u zloglasnom pritvoru Pawiak gdje je proveo nekoliko tjedana dok nije izašao uz jamčevinu.  
Od 1919. uz Mariu Falsku, vodio je još jednu starateljsku ustanovu – sirotište za poljsku djecu Naš dom, čije se sjedište prvotno nalazilo u podvaršavskome Pruszkowu, a od 1928. u varšavskoj četvrti zvanoj Bielany. Suradnja s Falskom trajala je sve do 1936, a u radu Našeg doma također su korištene pionirske pedagoške metode.
Obje ustanove bile su namijenjene djeci od 7 do 14 godina i ostvarivale su koncepciju samoupravne zajednice koja kreira vlastite institucije poput parlamenta, suda, novina, sustava dežurstva, pravne pomoći ili blagajne uzajamne pomoći. Za odgojno-obrazovnu djelatnost Korczak je 1926. primio Časnički križ Ordena obnove Poljske koji mu je dodijeljen 11. studenog 1925., na dan nacionalnog praznika Dana nezavisnosti.

## Pisac, publicist, radijski djelatnik
Debitirao je u tjedniku Kolce (hrv. Trnje) 26. rujna 1896. još kao gimnazijalac – jer nije mogao službeno objavljivati svoje radove, potpisivao ih je nadimkom Hen. Kasnije je koristio i druge nadimke, Hen-Ryk, Hagot, Stari Doktor. No nadimak Janasz Korczak, koji je u nešto izmijenjenu obliku Janusz Korczak postao poznatiji od njegova pravog imena, preuzeo je iz naslova jednog od romana J.I.Kraszewskog (O Janaszu Korczaku i pięknej miecznikównie). Prvi ga je put upotrijebio 1898. potpisavši tako svoju dramu u četiri čina Kuda? s kojom se prijavio na dramsko natjecanje (tekst nije sačuvan). Između 1898. i 1901. objavljivao je u časopisu Czytelnia dla Wszystkich (hrv. Čitaonica za sve), no kao Janusz Korczak počinje publicirati 1900. godine. Ovim je nadimkom potpisivao čak i privatna pisma, premda nije odustao ni od ostalih nadimaka – kao Hen-Ryk surađivao je sa satiričkim časopisom Kolce u kojem je od 1901. pisao feljtone. Njihova je zbirka pod naslovom Svaštarije (polj. Koszałki opałki) objavljena je 1905. U istom časopisu tiskan je i roman u nastavcima Djeca ulice (1901).
Korczakova književna ostavština obuhvaća ukupno 24 knjige i više od 1400 tekstova objavljenih u periodici, no sačuvalo se samo 300 tekstova – malobrojni rukopisi pisani rukom ili pisaćim strojem, dopisi, pisma. Među najznačajnija Korczakova djela iz područja pedagogije spadaju: ciklus od četiri knjige pod naslovom Kako voljeti dijete (polj. Jak kochać dziecko,1920), Odgojni trenuci (polj. Momenty wychowawcze, 1924), Kada budem opet malen (polj. Kiedy znów będę mały, 1925), Pravo djeteta na poštovanje (polj. Prawo dziecka do szacunku, 1929) i Šaljiva pedagogija (polj. Pedagogika żartobliwa, 1939). Među knjigama za djecu najveću su popularnost stekle, te su prevedene na više od 20 jezika, knjige Kralj Maćuš I. i Kralj Maćuš na pustom otoku (polj. Król Maciuś Pierwszy i Król Maciuś na wyspie bezludnej, 1923) te Bankrot malog Džeka (polj. Bankructwo małego Dżeka, 1924), Pravila života (polj. Prawidła życia, 1930) i Kajtuš čarobnjak' (polj. Kajtuś Czarodziej, 1935). 
Za književnu djelatnost 1937. godine dobio je Zlatni lovorov vijenac Poljske akademije književnosti. U književnu ostavštinu ulaze i memoari koje je Korczak pisao tijekom Drugog svjetskog rata, a čiji se značaj veže prvenstveno za okolnosti nastanka i opisa autorova ratna iskustva. 
U svome pedagoškom radu Korczak je koristio za ono vrijeme vrlo moderna sredstva. Pokrenuo je dječji časopis Mala smotra (1926–1939) tiskan kao tjedni prilog varšavskim dnevnim novinama Naša smotra (polj. Nasz Przegląd). Mala smotra bila je prvi poljski časopis namijenjen samo djeci, a prvi je broj iz tiska izašao 9. listopada 1926. Od 1930. funkciju glavnog urednika preuzeo je književnik i Korczakov tajnik Jerzy Abramow (poslije Drugog svjetskog rata poznat kao Igor Newerly).
Časopis je izlazio i tridesetih godina, usprkos sve snažnijem antisemitizmu, netoleranciji i rasnoj segregaciji. Posljednji broj izašao je 1. rujna 1939.
Kao Stari Doktor istaknuti je pedagog stekao popularnost zahvaljujući ciklusu radijskih emisija. Izgradio je vlastiti stil obraćanja najmlađim slušateljima kojima je o važnim stvarima govorio na jednostavan način. Zbog sve snažnijeg antisemitskog ozračja te vanjskih pritisaka, 1936. godine obrazovne emisije Starog Doktora skinute su s programa – unatoč izvrsnim kritikama slušatelja i struke. Korczak se na radio vratio dvije godine kasnije, a slušateljima Poljskoga radija obraćao se i nakon izbijanja rata, u prvim danima rujna 1939.

## Drugi svjetski rat, geto, posljednja povorka
Kao časnik poljske vojske Korczak se nakon izbijanja rata dobrovoljno javio u vojsku, no zbog poodmakle životne dobi nije bio primljen. Za vrijeme njemačke okupacije nosio je poljsku vojnu odoru. Nije prihvaćao diskriminirajuće obilježavanje Židova Davidovom zvijezdom koje su zahtijevali nacisti smatrajući ga oskvrnjivanjem simbola. Zadnja tri mjeseca života (od svibnja 1942) proveo je u varšavskome getu. I. Newerly pokušavao mu je uručiti lažirane isprave kako bi pobjegao u arijevski dio grada, no Doktor je odbio napustiti geto. Vratio se pisanju memoara koje je počeo pripremati 1939, no više od dvije godine nije na njima radio zaokupljen skrbi za štićenike Doma za siročad i drugim aktivnostima vezanima za probleme djece u getu. Posljednja bilješka datira iz 4. kolovoza 1942. Memoari su prvi put u Poljskoj objavljeni 1958. godine.
Ujutro 5. ili 6. kolovoza 1942. područje geta na kojemu se nalazilo i Korczakovo sirotište (tzv. mali geto) opkolile su SS-trupe te ukrajinske i latvijske policijske postrojbe. Za vrijeme tzv. „velike akcije“, odnosno glavne faze eksterminacije stanovništva varšavskoga geta, ne želeći napustiti djecu i zaposlenike Doma za siročad, Korczak je još jednom odbio mogućnost bijega. Na dan deportacije iz geta poveo je povorku svojih štićenika na Umschlagplatz, odakle su kretali transporti za logore smrti. U povorci je koračalo oko 200 djece i desetak odgojitelja, među kojima i Stefania Wilczyńska. Njihov marš prešao je u legendu, postao jedan od poslijeratnih mitova i čest motiv sjećanja, koje nerijetko nisu bile jedinstvene i vjerodostojne u opisu detalja.
„Ne želim rušiti vrednote ili mitove, ali moram ispričati kako sam to tada vidio. Raspoloženje je prožimala neka kolosalna bezvoljnost, automatizam, apatija. Nije bilo vidljivog uzbuđenja jer «ide Korczak», nije bilo salutiranja (kako neki opisuju), zasigurno nije bilo intervencije izaslanika Judenrata – nitko Korczaku nije prišao. Nije bilo gesti, nije bilo pjevanja, nije bilo ponosno podignutih glava, ne sjećam se je li itko nosio barjak Doma za siročad, govore da jest. Bilo je neke strašne, umorne tišine. (…) Jedno od djece držalo je Korczaka za kaput, možda za ruku; išli su kao u transu. Otpratio sam ih sve do ulaza na Umschlag...”.
Prema drugim izvorima djeca su koračala poredana po četvoro nosivši zastavu Kralja Maćuša I., junaka jednog od romana njihova odgojitelja. Svako je dijete ponijelo svoju omiljenu igračku ili knjigu. Jedan od dječaka na čelu povorke svirao je violinu. Ukrajinski vojnici i esesovci mahali su bičevima iznad dječje gomile, no jedan od njih predvodio je povorku – očigledno je osjećao neku vrst simpatije. Janusz Korczak poginuo je zajedno sa svojim štićenicima u nacističkom logoru smrti u Treblinki.
Godine 1948. postumno je odlikovan Viteškim križem Ordena obnove Poljske.

## Identitet
Janusz Korczak smatrao se Židovom-Poljakom. Aktivno se zalagao za zbližavanje Poljaka i Židova. Materinski jezik bio mu je poljski na kojemu je i pisao. Jidiš,  jezik većine poljskih Židova, razumio je donekle zahvaljujući poznavanju njemačkoga, a hebrejski je jezik počeo učiti tek tridesetih godina približivši se cionističkome pokretu. Tada je počeo iskazivati i interes za židovski narodni preporod, te je surađivao s tiskovinama cionističkih omladinskih organizacija i sudjelovao u njihovim susretima. U tome se razdoblju suočavao s problemima u privatnom i profesionalnom životu. Svojevrsnu pomoć u prevladavanju krize pronašao je u dvama putovanjima u Palestinu 1934. i 1936. godine na koja je odlazio radi – kako je pisao – „upijanja prošlosti, stjecanja uporišta za razmišljanja o sadašnjosti i – neka bude – dosezanja budućnosti“.

## Filmovi
- Slobodni ste, doktore Korczak (njem. Sie sind frei, Doktor Korczak, 1975.) – njemački film u režiji Aleksandra Forda. Prikazuje nekoliko posljednjih godina života Janusza Korczaka. Ulogu Korczaka igrao je Leo Genn.
- Korczak (1990) – poljski film u režiji Andrzeja Wajde snimljen prema scenariju Agnieszke Holland. Prikazuje sudbinu dr. Korczaka, a fragmentarno i nacistički zločin nad djecom i odgojiteljima Doma za siročad tijekom „akcije Reinhardt". Ulogu Korczaka glumio je Wojciech Pszoniak.